# ヴィッラノーヴァ・ダスティ
ヴィッラノーヴァ・ダスティ（伊: Villanova d'Asti）は、イタリア共和国ピエモンテ州アスティ県にある基礎自治体（コムーネ）。

## 地理

### 位置・広がり
| 隣接するコムーネは以下の通り。括弧内のTOはトリノ県所属を示す。 - ブッティリエーラ・ダスティ - ドゥジーノ・サン・ミケーレ - イゾラベッラ (TO) - モンタフィーア - ポイリーノ (TO) - リーヴァ・プレッソ・キエーリ (TO) - サン・パオロ・ソルブリート - ヴァルフェネーラ |

#### 地震分類
イタリアの地震リスク階級 (it) では、4 に分類される
。

## 行政

### 分離集落
ヴィッラノーヴァ・ダスティには、以下の分離集落（フラツィオーネ）がある。
- Bianchi, Brassicarda, Corveglia, Gianassi, Raspino Nuovo, Raspino Vecchio, Savi, Stazione, Terrazze, Valdichiesa

## 姉妹都市
- Châteaurenard、フランス 1994年
- Santa Clara de Saguier、アルゼンチン 2012年